# Električna pokretljivost
Električna pokretljivost, pokretljivost nositelja električnoga naboja ili električna mobilnost (oznaka µ) je fizikalna veličina koja opisuje prosječnu brzinu gibanja čestica nabijenih električnim nabojem u pravcu električnoga polja, količnik brzine zanošenja vd čestica nabijenih električnim nabojem u pravcu polja i jakosti električnoga polja E, dakle: 
{\displaystyle \mu ={\frac {v_{d}}{E}}}
Pokretljivost nositelja električnoga naboja ovisi o temperaturi i vrsti kemijske tvari. 
Primjerice, u poluvodičima je električna pokretljivost elektrona manja što je veća koncentracija primjesa i viša temperatura (primjese narušavaju pravilnost strukture kristalne rešetke, a na višim temperaturama vibracije kristalne rešetke jače raspršuju elektrone). Pokretljivost elektrona u poluvodiču je: 
{\displaystyle \mu ={\frac {e\cdot \tau }{2\cdot m_{e}}}}
gdje je: e - električni naboj elektrona, τ - prosječno vrijeme između dvaju sudara elektrona s kristalnom rešetkom, me - masa elektrona. Mjerna jedinica električne pokretljivosti je kvadratni metar po voltsekundi (m2/Vs).

## Elektronska teorija
Poznato je da su najmanje čestice materije molekule i atomi. Međutim, atom nije nedjeljiv, kako se prije to mislilo, već se sastoji od atomske jezgre oko koje kruže velikim brzinama još manje čestice koje se zovu elektroni. Atom možemo usporediti sa Sunčevim sustavom u kojem planeti kruže oko Sunca. Atomi su sastavljeni od atomske jezgre i elektrona koji kruže oko te jezgre, samo se međusobno razlikuju po veličini jezgre i po broju elektrona. Najjednostavniji atom je atom kemijskog elementa vodika kod kojeg oko jezgre kruži samo jedan elektron. Najveći je atom koji se nalazi u prirodi atom elementa uranija kod kojeg oko jezgre kruže 92 elektrona. 
Elektron je najsitnija negativna čestica u atomu, to jest on je negativno električan, dok je atomska jezgra pozitivno električna. 
Ima tvari kod kojih su elektroni u atomu čvrsto vezani uz atomsku jezgru tako da se ne mogu od nje odijeliti na jednostavan način. Te tvari nisu sposobne za vođenje elektriciteta (električni izolatori). Kovine imaju takav sastav da kod njih nisu svi elektroni vezani uz atomsku jezgru, već ima i slobodnih elektrona koji se lako gibaju između molekula kovine. Električna struja je usmjereno gibanje slobodnih elektrona.  
Ako neko fizikalno tijelo ima potpun broj svojih elektrona, kaže se da je to tijelo električni neutralno. Zbog različitih okolnosti atom nekog tijela može izgubiti nešto od svojih slobodnih elektrona, pa će ostatak atoma biti pozitivno električan. U protivnom slučaju, ako atom primi nešto suvišnih elektrona, on će biti negativno električan. Ovakvi, električki nabijeni atomi, bilo pozitivno ili negativno, zovu se ioni. Ima, dakle, pozitivnih i negativnih iona. Pozitivni ioni zovu se kationi jer se gibaju prema negativnoj elektrodi ili katodi, a negativni ioni zovu se anioni jer se gibaju prema pozitivnoj elektrodi ili anodi. Ionizirani mogu biti ne samo pojedini atomi nego i međusobno povezane grupe od dva ili više atoma. To su složeni ili kompleksni ioni.